# Matthew Dominick
Matthew Stuart Dominick (Wheat Ridge, 7 dicembre 1981) è un astronauta statunitense.
Si è laureato in ingegneria elettrica all'Università di San Diego, diventando un ufficiale della Marina statunitense attraverso il Reserve Officers' Training Corps (ROTC). Intraprese una carriera militare prima come aviatore navale e poi come pilota collaudatore frequentando la U.S. Naval Test Pilot School di Patuxent River. È stato selezionato nel Gruppo 22 degli astronauti della NASA nel 2017, completando l'addestramento astronautico di base nel 2020. Nell'estate 2023 è stato assegnato alla missione spaziale SpaceX Crew-8 (Expedition 71) con il ruolo di comandante della navicella Crew Dragon Endeavour. Il lancio è avvenuto il 4 marzo 2024.

## Biografia

### Carriera militare
Dopo essersi laureato in ingegneria elettrica all'Università di San Diego ha  preso parte al Reserve Officers' Training Corps (ROTC) per l'addestramento di volo. Nel 2007 è diventato un aviatore navale e ha svolto due missioni nel nord del Mar Arabico come supporto aereo all'Operazione Enduring Freedom. Mentre faceva parte del Strike Fighter Squadron 143 ha continuato gli studi prendendo un master in ingegneria dei sistemi al Naval Postgraduate School a Monterey in California e ottenendo nel 2013 la qualifica di pilota collaudatore alla U.S. Naval Test Pilot School di Patuxent River nel Maryland.
È diventato ufficiale dei test di volo per diversi programmi riguardanti l'idoneità e le certificazioni di avvicinamento e atterraggio delle portaerei. Ha volato nei test di volo degli aerei F/A-18ABCD, F/A-18E/F, EA-18G e ha contribuito nei programmi degli aerei X-47B, V-22, T-45, E-2C, C-2A e F-35C.
Al momento della selezione per diventare astronauta Dominick era in mare sulla USS Ronald Reagan come tenente comandante, aviatore navale e capo dipartimento dello r Strike Fighter Squadron 115. Ha accumulato più di 1600 ore di volo in 28 diversi aeromobili, 400 arresti su portaerei, quasi 200 atterraggi su portaerei per test di volo  (arresti e touch-and-go) e 61 missioni di combattimento.

### Carriera alla NASA
È stato selezionato nel Gruppo 22 degli astronauti NASA il 7 giugno 2017. Ad agosto 2017 ha preso servizio al Johnson Space Center della NASA per iniziare l'addestramento astronautico di base come candidato astronauta che durò due anni e cinque mesi, fino a gennaio 2020.  Da quel momento in poi ha lavorato per l'Ufficio astronauti della NASA, in attesa di essere assegnato a una missione spaziale.

#### SpaceX Crew-8 (Expedition 71)
Nell'agosto 2023 venne assegnato come comandante della missione spaziale di lunga durata SpaceX Crew-8 e della navicella Crew Dragon Endeavour. Durante i sei mesi che trascorrerà a bordo della Stazione spaziale internazionale (ISS) per l'Expedition 71, Dominick svolgerà centinaia di esperimenti scientifici, manutenzione della ISS, supervisionerà l'arrivo e la partenza dei veicoli cargo del Segmento orbitale americano e sarà responsabile della navicella Endurance.

## Vita privata
Dominick è nato e cresciuto a Wheat Ridge in Colorado. È sposato con Faith Dominick con cui ha avuto due figlie.